# Tadeusz Pszonka
Tadeusz Pszonka – polski śpiewak operowy i pedagog.
Absolwent Akademii Muzycznej we Wrocławiu (1992). Były solista Opery Wrocławskiej, Teatru Wielkiego – Opery Narodowej w Warszawie, Teatru Muzycznego Roma w Warszawie i Wiedeńskiej Opery Kameralnej. Występował również m.in. w Operze na Zamku w Szczecinie, Teatrze Muzycznym w Gdyni, Teatrze Muzycznym we Wrocławiu, Teatrze Wielkim w Łodzi. Od 1992 pedagog Akademii Muzycznej we Wrocławiu. Profesor sztuk muzycznych (2015). Dyrektor artystyczny Międzynarodowego Konkursu Wokalnego im. Jana Kiepury w Krynicy-Zdroju (2013-2019), dyrektor organizacyjny Międzynarodowego Konkursu Wokalnego im. Haliny Halskiej-Fijałkowskiej we Wrocławiu (od 2018). Członek Związku Artystów Scen Polskich i Polskiego Stowarzyszenia Pedagogów Śpiewu.

## Wybrane nagrody i wyróżnienia
- 1993: V Międzynarodowy Konkurs Sztuki Wokalnej im. Ady Sari w Nowym Sączu - II nagroda[5]
- 1994: V Ogólnopolski Konkurs Wokalistyki Operowej im. Adama Didura w Bytomiu - wyróżnienie[6]
- 2017 Srebrny Medal za Długoletnią Służbę
- 2018: Medal Merito de Wratislavia – Zasłużony dla Wrocławia
- Srebrny Krzyż Zasługi (2022)[7].